# Konstanty Koriatowicz

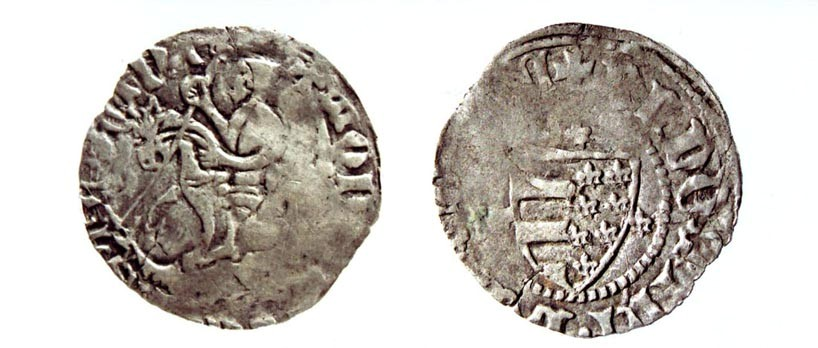
Półgroszek podolski Konstantego (Korygajły) Koriatowicza kniazia Czartoryjskiego

Konstanty Koriatowicz, znany później pod nazwiskiem Czartoryski (ur. ok. 1335, zm. 1388/1392) – książę Czartoryska i Czernihowa.

## Życiorys
Uznawany jest za przodka książąt Czartoryskich. 
Józef Wolff wywodzi Konstantego od pierwszej żony Olgierda Giedyminowicza i podaje go za jego trzeciego syna. Wolff nazywa go przyrodnim bratem króla Władysława Jagajły. Przytacza też, że z okresu życia Konstantego zachowały się o nim jedynie dwie wzmianki z lat 1383 i 1386, a w 1393 r. był nazwany nieboszczykiem. Późniejsze źródła każą mu władać Czartoryskiem i Czernihowem. 
Jan Tęgowski uważał, że Konstanty był synem Koriata Giedyminowicza i nieznanej z imienia i nazwiska matki. Miał braci Leona, Dymitra, Jerzego, Teodora i Aleksandra.
Żona Konstantego pozostaje nieznana, choć według niektórych źródeł można ją identyfikować jako Hannę Witebską z rodu Rurykowiczów, czyli Annę Jarosławówną, córkę księcia witebskiego Jarosława Wasylkowicza. Para doczekała trzech synów Gleba Konstantynowicza, Grzegorza Konstantynowicza  i Wasyla Konstantynowicza Czartoryskiego. Józef Wolff wzmiankuje tylko dwóch synów Konstantego, którzy wyszli z niewiadomej żony: Hleba (Gleba) i Wasila (Wasyla).